# Erebia secundotertiopunctata
Erebia secundotertiopunctata är en fjärilsart som beskrevs av Curt Eisner 1946. Erebia secundotertiopunctata ingår i släktet Erebia och familjen praktfjärilar. Inga underarter finns listade i Catalogue of Life.